# Gargallo, Novara
Để biết thị xã Tây Ban Nha, xem: Gargallo, Tây Ban Nha. Để biết nhà điêu khắc, xem Pablo Gargallo.
Gargallo là một đô thị ở tỉnh Novara ở vùng Piemonte của Ý, tọa lạc cách 90 km về phía đông bắc của Torino và khoảng 35 km về phía tây bắc của Novara. Tại thời điểm ngày 31 tháng 12 năm 2004, đô thị này có dân số 1.730 người và diện tích là 3,7 km².
Đô thị Gargallo có các frazioni (đơn vị trực thuộc, chủ yếu là các làng) Motto and Valletta.
Gargallo giáp các đô thị: Borgomanero, Gozzano, Maggiora, Soriso, và Valduggia.